# 828 до н. е.

## Події
Повстання в Ассирії проти царя Салманасара ІІІ. Похід ассирійського війська в Урарту.
Цар Урарту Ішпуїні відбив напад ассирійців.